# Хасан Мурад Кушбеги
Мечеть Хасан-Мурад-Кушбеги (узб. Hasanmurod Qushbegi masjidi, Ҳасанмурод Қушбеги масжиди) — мечеть в Хиве, памятник архитектуры XVIII — начала XIX века. Входит в состав архитектурного комплекса Ичан-кала, включённого в список Всемирного наследия ЮНЕСКО.

## Описание
Мечеть Хасан-Мурад-Кушбеги построена в конце XVIII — начале XIX века. Строительство культового сооружения инициировали начальник ханской охраны Хасан-Мурад Кушбеги и его родственник Шах-Нияз.
Хасан-Мурад-Кушбеги расположена напротив медресе Амир Тура и позади медресе Муса Тура. Здание мечети небольшое, выполнено в четырёхугольном плане, имеет один айван с колоннами, две ханаки с колоннами, с севера к нему примыкает вспомогательное помещение с жилыми комнатами. В состав храмового комплекса входят зимняя и летняя мечеть. В северо-восточном углу возведён минарет. Хасан-Мурад-Кушбеги имеет скромную отделку: формы здания выложены кирпичами без украшений, изнутри оно равномерно расписано красной, чёрной, белой и голубой красками, включая потолок.
В 1997 году Мечеть Хасан-Мурад-Кушбеги подверглась капитальной реставрации.